# André Myhrer
André Myhrer (* 11. ledna 1983 Bergsjö, Švédsko) je švédský alpský lyžař.

## Kariéra
Poprvé se na startu světového poháru objevil v roce 2004 a doposud (2014) se v něm dočkal pěti vítězství a osmnácti umístění na stupních vítězů.
Je držitelem stříbrné medaile z mistrovství světa z roku 2013 v týmové soutěži.
Velkých úspěchů v kariéře dosáhl na olympijských hrách. V roce 2010 získal ve slalomu bronzovou medaili na zimní olympiádě ve Vancouveru, v roce 2018 získal ve slalomu zlato na zimních olympijských hrách 2018 v Pchjongčchangu.